# شاي الزنجبيل
شاي الزنجبيل هو مشروب عشبي مصنوع من جذور الزنجبيل. لهو تاريخ طويل كدواء عشبي تقليدي في شرق آسيا وجنوب آسيا وجنوب شرق آسيا وغرب آسيا.

## الاختلافات والعادات الإقليمية
من الممكن شرب شاي الزنجبيل بمفرده أو تقديمه جنبًا إلى جنب مع بعض المرافقات التقليدية، مثل الحليب أو شرائح البرتقال أو الليمون. 

### شرق اسيا

#### الصين
في عهد أسرة تانغ، كان الشاي يُنكه لمواجهة الطعم المر. كان الزنجبيل مفضلاً لدى شاربي الشاي، بالإضافة إلى البصل وقشر البرتقال والقرنفل والنعناع.

#### اليابان
في اليابان يطلق عليه اسم شوقايو أو باللغة اليابانية (生 姜湯).  

### جنوب شرق آسيا

#### بروناي، ماليزيا، سنغافورة
في مطابخ بروناي، ماليزيا وسنغافورة، عادة ما يُطلق على شاي الزنجبيل اسم تيه هاليا.

### جنوب آسيا

#### الهند
في الهند، يُعرف شاي الزنجبيل باسم ادراك كي شاي أو بالاحرف الاتينية Adrak ki chai وهو مشروب مستهلك على نطاق واسع. وهو مصنوع من الزنجبيل المبشور في الشاي الأسود مع الحليب والسكر. وهناك نسخة أخرى شائعة الاستخدام وهي شاي الزنجبيل والليمون الذي يتم تحضيره عن طريق إضافة جذر الزنجبيل إلى عصير الليمون الفاتر.